# لاري يانيز
لاري يانيز (بالإسبانية: Larry Yáñez)‏ (28 أبريل 1981 في بيرو - ) هو لاعب كرة قدم بيروفي في مركز الظهير. لعب مع نادي سبورتينغ كريستال وAtlético Universidad ‏ ونادي ميلغار أريكيبا وCobresol ‏ وسبورت أنكاش وTotal Chalaco ‏.

## مساره المهني
بدأ لاري يانيز مسيرته مع نادي أتلتيكو يونيفرسيداد المحلي في عام 2002. حيث ظهر هناك جنبًا إلى جنب مع لاعبين مثل كريستيان زونيغا ، وخورخي أليجريا ، وهيكتور روخاس ، وفاز بلقب كوبا بيرو 2002.في المواسم التالية لعب لاري في الدرجة الأولى في مباراة Torneo Descentralizado مع Atlético Universidad.

## وصلات خارجية
- لاري يانيز على موقع قاعدة بيانات كرة القدم.إي يو (الإنجليزية)